# Камандалу

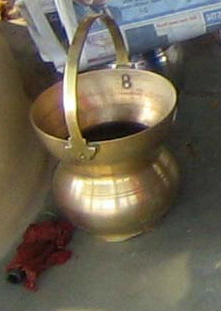
Металевий камандалу

Камандалу (санскр. कमण्डलु, kamaṇḍalu IAST) або камандал — індійський видовжений дзбанок для води, зроблений з висушеного гарбуза, кокоса, металу, глини або деревини, найчастіше з ручкою та часто з носиком.
За традицією, найчастіше камандалу використовується для збереження питної води аскетами-індусами або йогами. Зараз наповнений водою камандалу служить символом аскетизму, простого та самодостатнього життя. Він також широко використовується в індуїстській ікнографії для зображення богів, пов'язаних з аскетизмом або водою. Крім індуїзму, камандалу має символічне значення і в джайнізмі, а також використовується як атрибут деяких бодхісаттв у буддизмі.